# Atarba (Atarbodes) leptoxantha
Atarba (Atarbodes) leptoxantha is een tweevleugelige uit de familie steltmuggen (Limoniidae). De soort komt voor in het Oriëntaals gebied.